# Ceropegia filiformis
Ceropegia filiformis är en oleanderväxtart som först beskrevs av William John Burchell, och fick sitt nu gällande namn av Rudolf Schlechter. Ceropegia filiformis ingår i släktet Ceropegia och familjen oleanderväxter. Inga underarter finns listade i Catalogue of Life.